# Cérusite

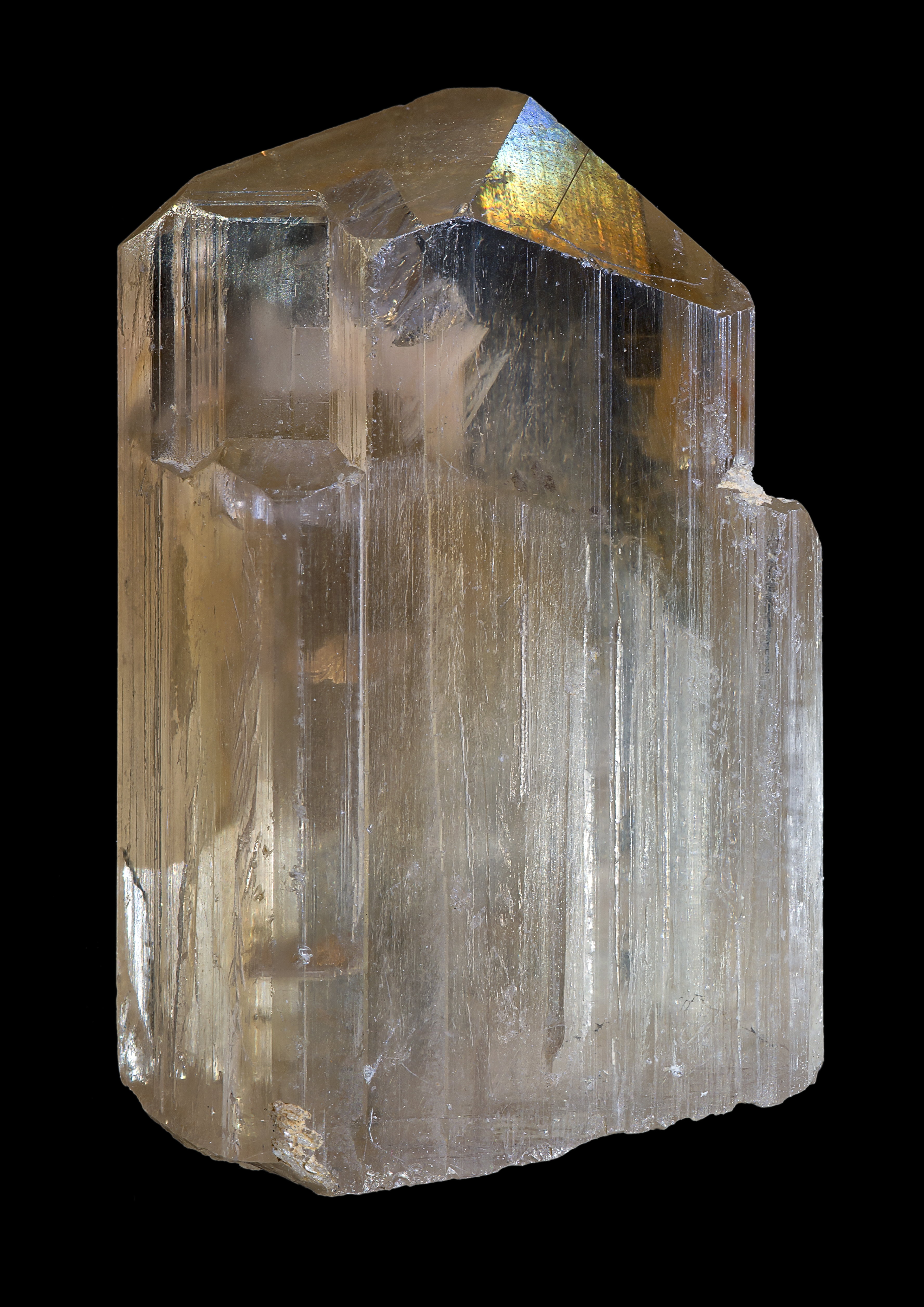
Cérusite - Corrèze France

La cérusite (ou cerussite) est une espèce minérale composée de carbonate naturel de plomb de formule (PbCO3), pouvant contenir comme impuretés des traces de Sr, Zn, Cu ; cristallisant dans le système cristallin orthorhombique, groupe d'espace Pmcn. La cérusite est proche d'un corps pur, le calcium pouvant remplacer le plomb mais seulement jusqu'à 3 mol % environ.
C'est un minéral hautement toxique car le plomb de ce composé devient en phase de digestion (ou dans un sol acide) très bio accessible et bioassimilable ,.

## Inventeur et étymologie
Première description moderne par Wallerius sous le nom de Minera plumbi spathacea en 1747, mais elle fut nommée et décrite par Wilhelm Karl Ritter von Haidinger en 1845, le nom dérive du latin « cerussa » : blanc de plomb, nom donné par Pline l'Ancien au carbonate de plomb synthétique.

## Topotype
Province de Vicenza, Vénétie, Italie.

## Gîtologie
C'est un minéral commun dans la zone d'oxydation supérieure des gisements de galène, parfois formé par altération d'anglésite (PbSO4). Associée avec l'anglésite, la galène, l'hydrocérusite, la limonite, la malachite, la phosgénite, la pyromorphite et la smithsonite.

## Cristallographie
- Paramètres de la maille conventionnelle : a = 5.195, b = 8.436, c = 6.152, Z = 4 ; V = 269.61
- Densité calculée = 6,58 g/cm3

## Cristallochimie
Elle fait partie d'un groupe isostructurel :
Groupe de l'aragonite :
- Aragonite, CaCO3, Pmcn 2/m 2/m 2/m,
- Withérite, BaCO3, Pmcn 2/m 2/m 2/m,
- Strontianite, SrCO3, Pmcn 2/m 2/m 2/m,
- Cérusite, PbCO3, Pmcn 2/m 2/m 2/m.

## Variétés
- argentiferous cerussite, et chrome-cerussite, sont deux variétés très contestées qui sont en fait plutôt des mélanges avec l'argent pour l'une avec des traces de corps organiques pour l'autre.
- zincian cerussite (Synonyme iglésiasite) est une variété zincifère de formule (Pb,Zn)CO3, rencontrée en Sardaigne (Miniera Monteponi, Iglesias, Carbonia-Iglesias, Sardaigne, Italie)[9]

## Synonymie
- Attention le nom international retenu par l’IMA est cerussite et non cérusite qui est une dénomination purement francophone.

- Il existe pour ce minéral de nombreux synonymes[10]
- acrusite,
- céruse (François Sulpice Beudant, 1832)[11],
- mine de plomb blanche Jean-Baptiste Romé de L'Isle
- plomb carbonaté (René Just Haüy  1801)
- plombe blanche,
- plomb spathique, Wallerius  (1753) [12]

## Gisements remarquables
- Allemagne

Grube Friedrichssegen, Frücht, Revier Bad Ems, Lahntal, Rhénanie-Palatinat 
- Belgique

Mine de plomb  Longvilly, Bastogne, Province de Luxembourg
- Canada

Francon quarry, Montréal, Québec
- France

Mine "Les Farges", Ussel (Corrèze). Fermée en 1981, elle a donné de nombreux spécimens de pyromorphite très appréciés des collectionneurs.
Mine de Saint-Salvy, Saint-Salvy-de-la-Balme, Tarn, Midi-Pyrénées 
Mine de Salsigne, Salsigne, Mas-Cabardès, Carcassonne, Aude, Languedoc-Roussillon 
- Maroc

Mine de Mibladen, Midelt, Province de Khénifra, Région de Meknès-Tafilalet
- Namibie

Tsumeb West Mine (Tsumcorp Mine), Tsumeb, Région d'Otjikoto (Oshikoto)

## Utilité
Minerai de plomb et accessoirement d'argent. De grandes masses sont exploitées dans le Kazakhstan et en Russie.

## Galerie
- France

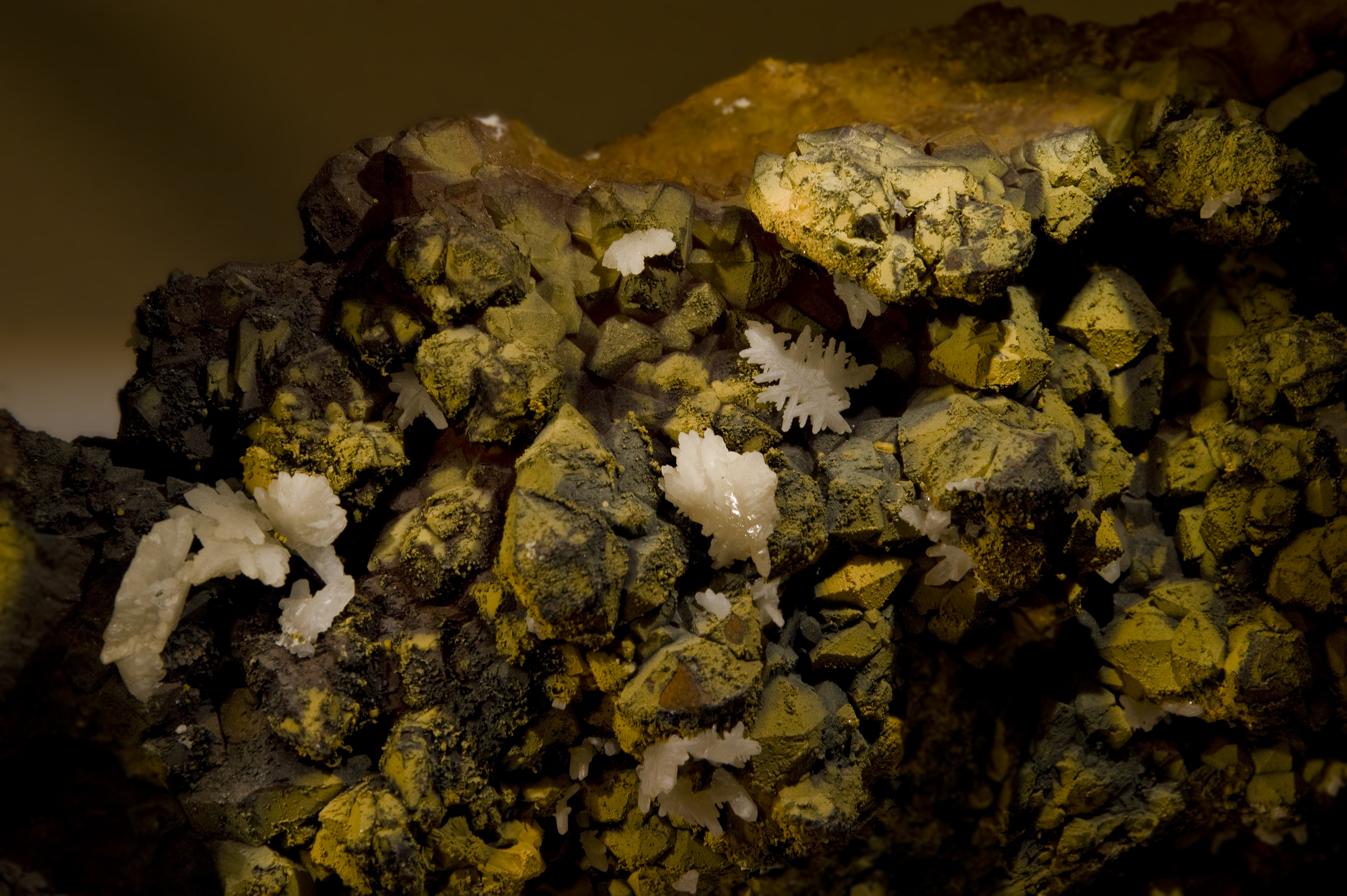
Cérusite, quartz, pyromorphite, mine des Farges, Ussel (Corrèze), (9,5 × 6,2 cm ;  XX 1,2 cm)
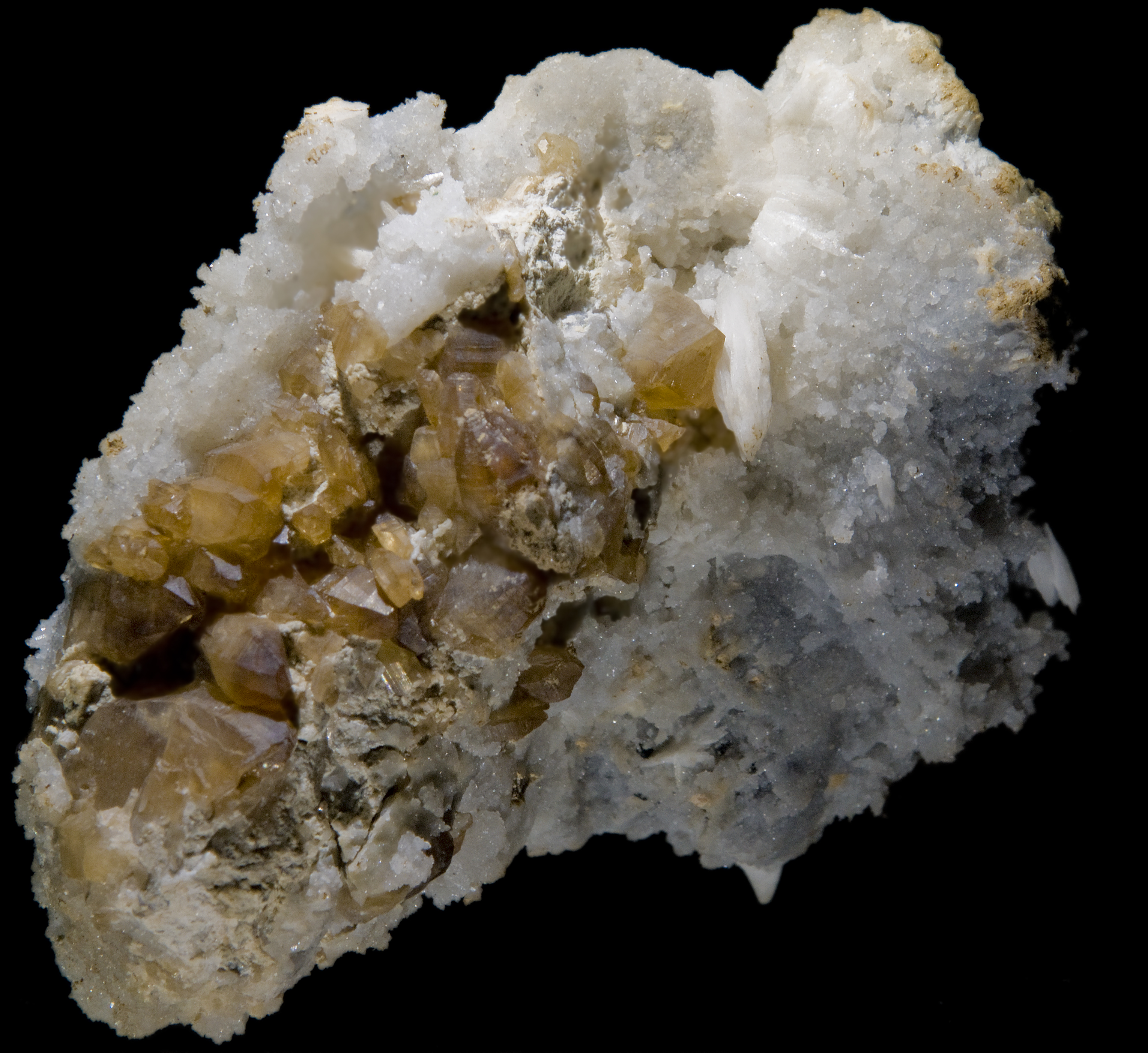
Cérusite, mine des Farges, Ussel (Corrèze), (7,5 × 5 cm)
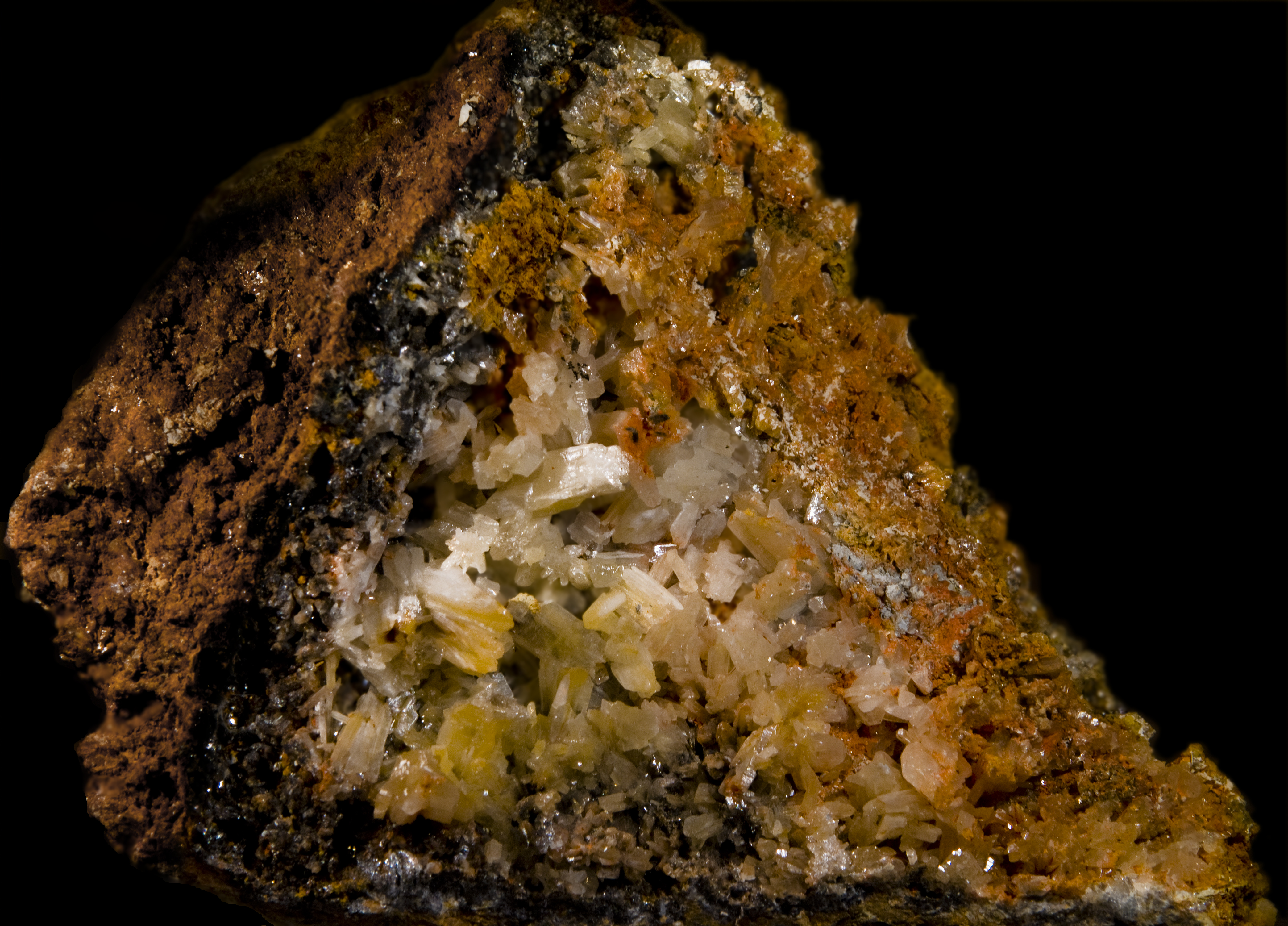
Cérusite, mine de St Salvy la Balme (Tarn), (10 × 8 cm ; XX 1,1 cm)
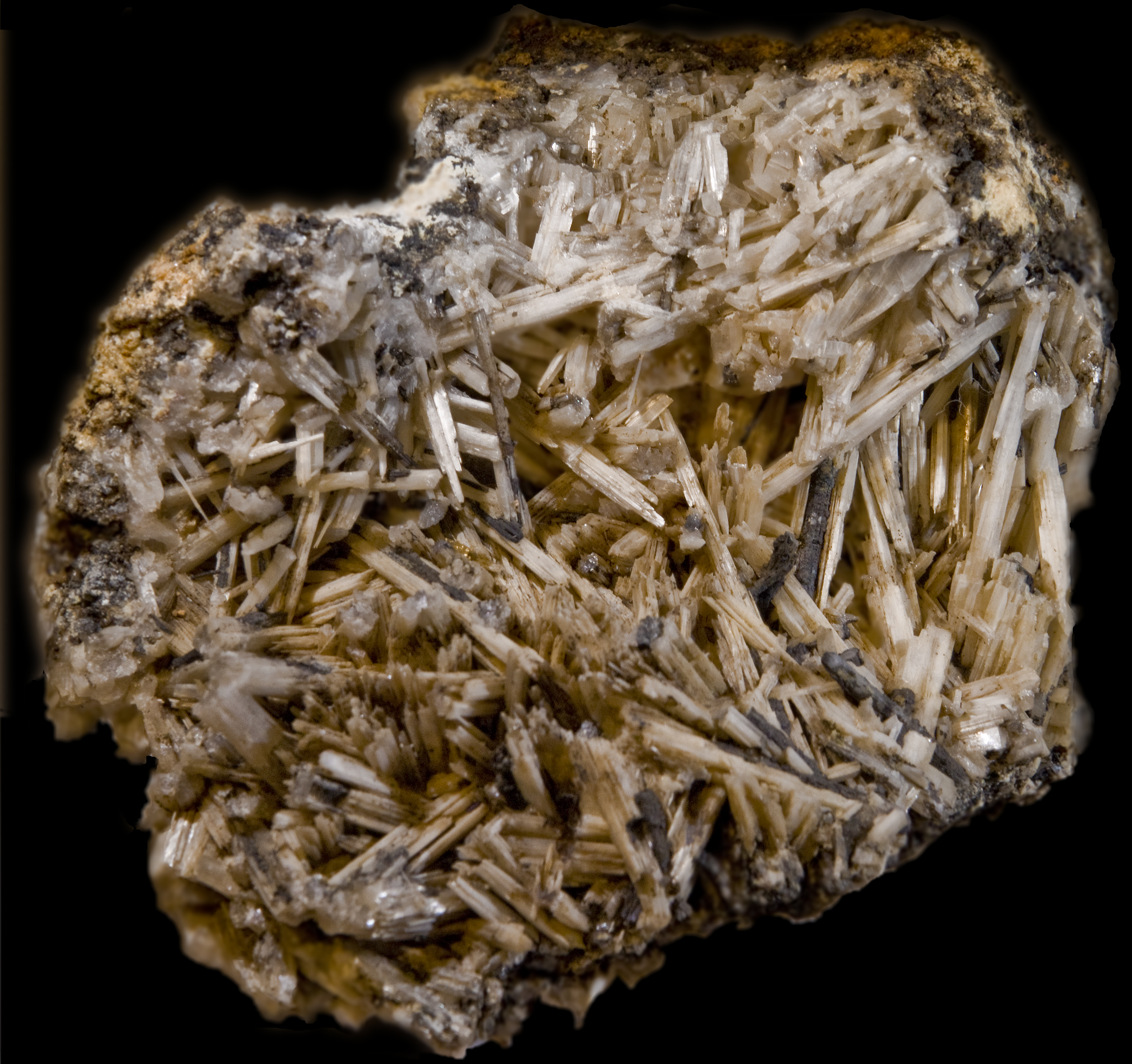
Cérusite, mine de Lescure, Mayres (Ardèche), (13 × 10 cm ; XX 3 cm)

- Monde

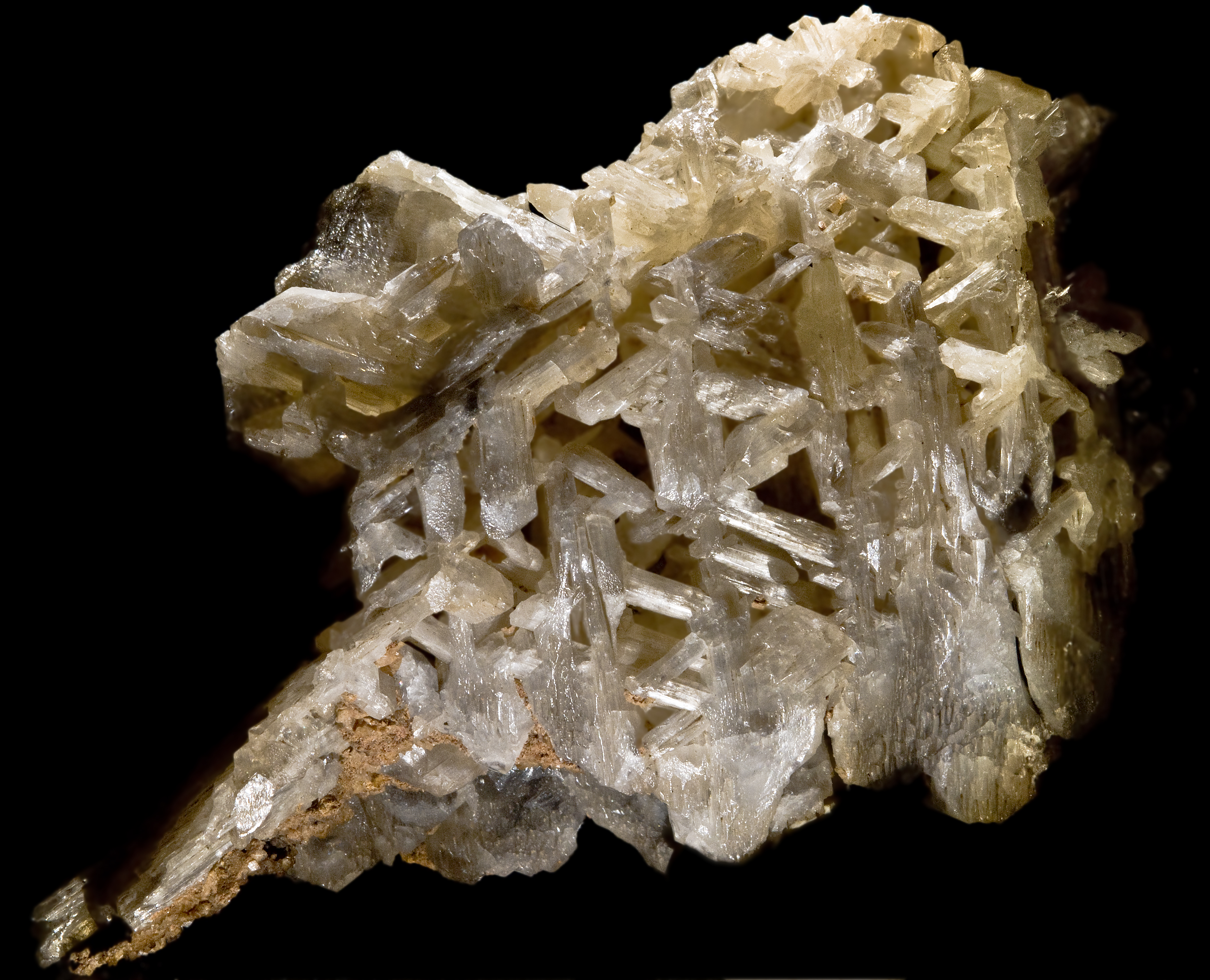
Cérusite, Tsumeb (Namibie) (20 x 13 cm)
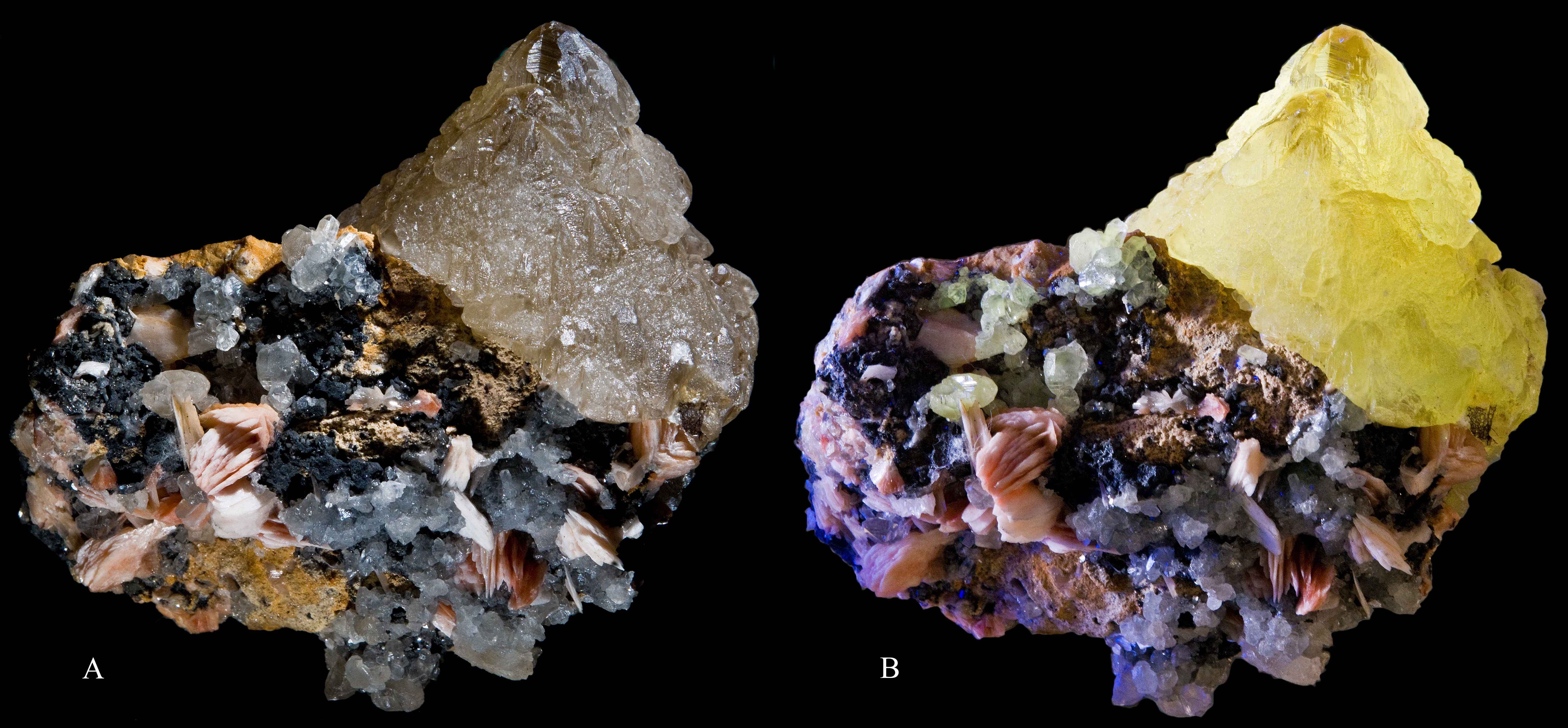
Mine de Mibladen (Maroc) (8 × 7,5 cm) A : Lumière du jour, B : Ultraviolet
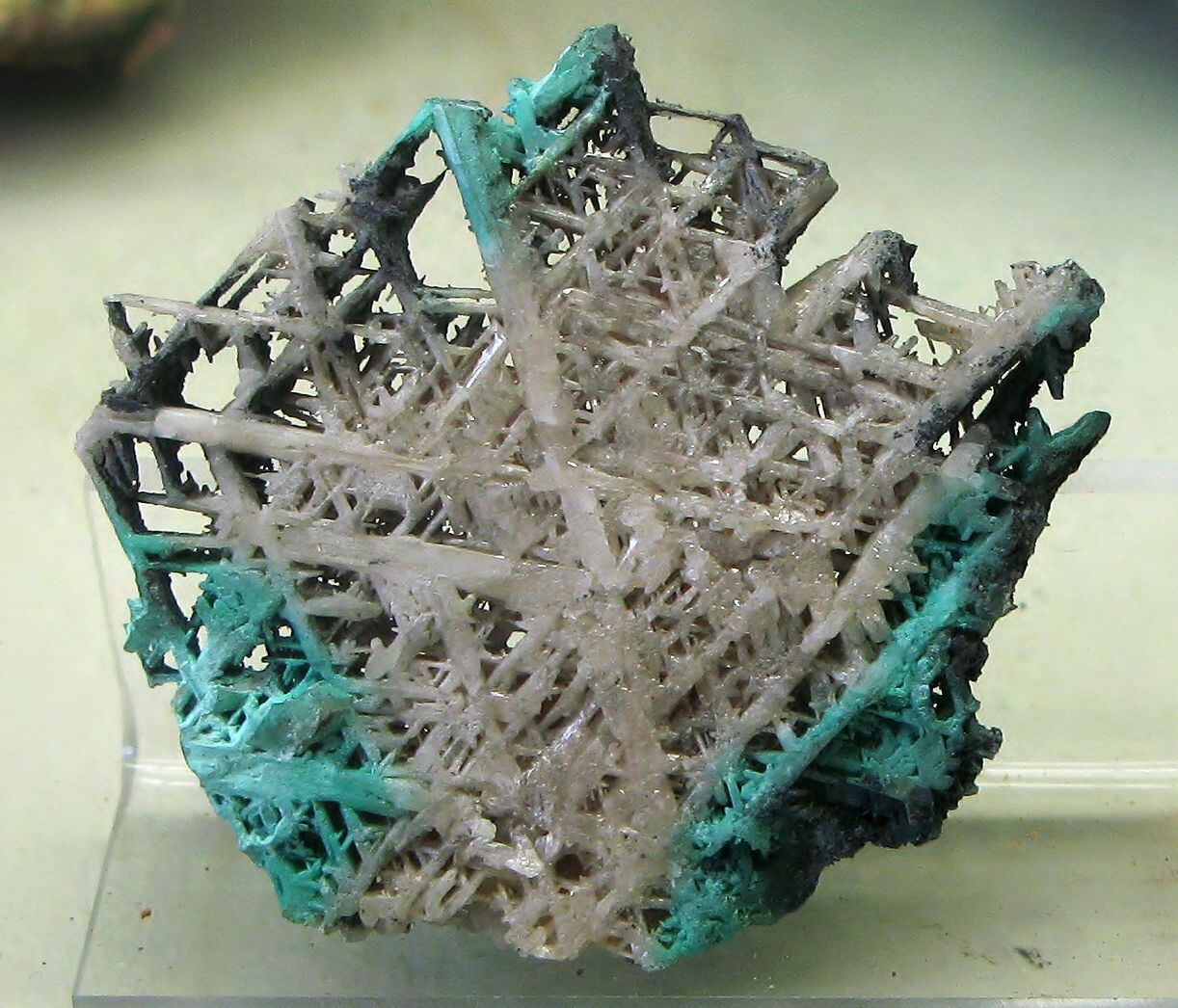
Tsumeb (Namibie) - Muséum de Bonn (Allemagne)
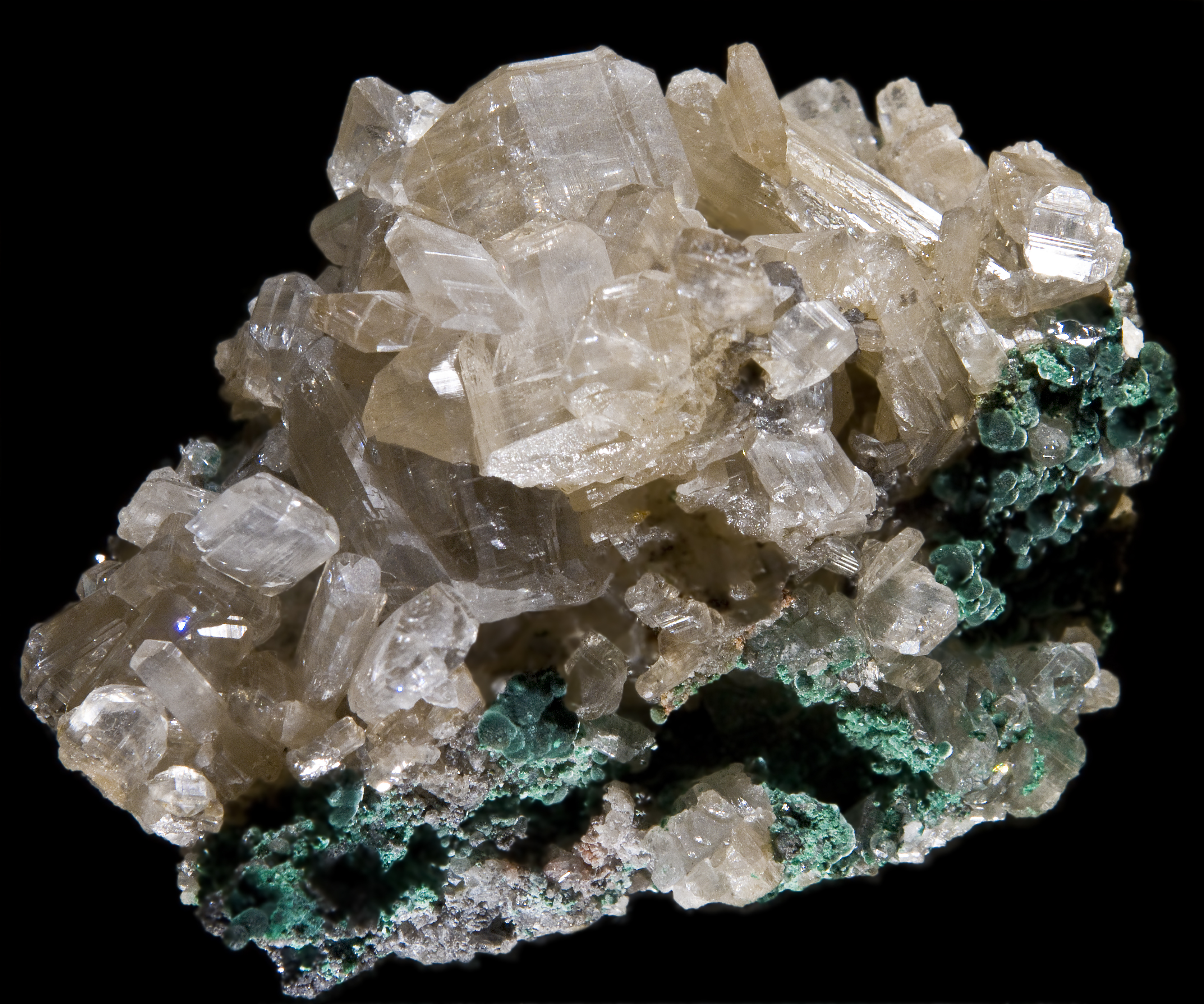
Cérusite et malachite - Tsumeb (Namibie) (7 x 5 cm)